# 雨の日は家にいて
『雨の日は家にいて』（あめのひはうちにいて）は、山下久美子の3枚目のスタジオ・アルバムである。1981年8月25日に日本コロムビア/BLOW UPから発売された。

## 概要
キャッチコピーは「バリバリ楽しいKumiのSweet Rockin'」。
前作から約8か月ぶりのスタジオ・アルバム。

## 制作
1stアルバム『バスルームから愛をこめて』と2ndアルバム『DANCIN' IN THE KITCHEN』では、1960年代のポップ・ミュージックを基調に制作していたが、ライブでの盛り上がりなどを踏まえて、次はよりロック色を強めてみようという事になり、このアルバムが制作された。
編曲は、ギタリストの伊藤銀次と石田長生の二人が担当した。当初は、石田と別のギタリストに依頼したが、当時山下のディレクターだった福岡智彦によると、河口湖スタジオで4日間スタジオにこもってリハーサルを行ったものの、福岡が思っていたアレンジとは異なっていた。この時点で、レコーディングスタジオや、ミュージシャンのスケジュールも押さえている状態だったため、変更するにも時間が無かった。そこで、福岡が河口湖スタジオから、木崎賢治に電話をかけたことで問題が解決し、ピンチヒッターとして伊藤銀次が参加したという経緯がある。後年、福岡は「アルバムタイトル曲は大好きな曲で、今でも時々聴きますが、聴くたびに、自分の未熟さを思い知らされたあの事件をほろ苦く思い出します」とコメントし、「それにしても、銀次さん、よくスケジュール空いてたな」と思ったという。

## 収録曲

### SIDE A
| #         | タイトル                 | 作詞      | 作曲      | 編曲      | 時間  |
| --------- | ------------------------ | --------- | --------- | --------- | ----- |
| 1.        | 「So Young」             | 佐野元春  | 佐野元春  | 伊藤銀次  | 2:15  |
| 2.        | 「ロマンティックが好き」 | KURO      | 西岡恭蔵  | 石田長生  | 3:27  |
| 3.        | 「雨の日は家にいて」     | 康珍化    | 岡本一生  | 伊藤銀次  | 4:46  |
| 4.        | 「どしてもプリーズ」     | 康珍化    | 岡本一生  | 伊藤銀次  | 3:46  |
| 5.        | 「メリーよ急げ!」        | 近田春夫  | 伊藤銀次  | 伊藤銀次  | 4:11  |
| 合計時間: | 合計時間:                | 合計時間: | 合計時間: | 合計時間: | 18:25 |

### SIDE B
| #         | タイトル                     | 作詞                             | 作曲       | 編曲                          | 時間  |
| --------- | ---------------------------- | -------------------------------- | ---------- | ----------------------------- | ----- |
| 1.        | 「珍しいほどスウィートラブ」 | 康珍化                           | 亀井登志夫 | 石田長生 弦アレンジ: クニ河内 | 3:40  |
| 2.        | 「あたしの主義」             | 菅原武彦                         | 岡本一生   | 伊藤銀次                      | 3:54  |
| 3.        | 「Don't Delay」              | 大沢誉志幸・井上和宏・山下久美子 | 大沢誉志幸 | 伊藤銀次                      | 4:05  |
| 4.        | 「ヘイ・ダーリン」           | KURO                             | 西岡恭蔵   | 石田長生                      | 2:57  |
| 5.        | 「シャンプー」               | 康珍化                           | 山下達郎   | 石田長生                      | 3:46  |
| 合計時間: | 合計時間:                    | 合計時間:                        | 合計時間:  | 合計時間:                     | 18:22 |

## 楽曲解説

### SIDE A
1. So Young
  - 佐野元春が作詞・作曲を手掛け、1982年にシングル「スターダスト・キッズ」のB面にてセルフカバーされた。
2. ロマンティックが好き
3. 雨の日は家にいて
  - 1981年10月1日にシングルカットされた。
4. どしてもプリーズ
5. メリーよ急げ!
  - シングル「雨の日は家にいて」のB面曲。

### SIDE B
1. 珍しいほどスウィートラブ
2. あたしの主義
3. Don't Delay
4. ヘイ・ダーリン
5. シャンプー
  - アン・ルイスが1979年に発売されたアルバム『PINK PUSSYCAT』に収録されている楽曲のカバー。

## 参加ミュージシャン
- Vocal：山下久美子
- Guitar：石田長生, 柴山和彦
- Bass：藤井裕, 吉田建
- Drums：松本照夫, 上原裕

Guest Musicians
- Percussion：マック清水
- Sax：Jake H Concepcion, 渕野繁雄
- Chorus：Eve, Fates
- Keyboards：西本明
- Strings Arrange：クニ河内